# Квадво Асамоа
Квадво Асамоа (енгл. Kwadwo Asamoah; Акра, 9. децембар 1988) је бивши гански фудбалер. Игра на позицији везног играча.

## Клупска каријера

### Белинцона
Асамоу су многи европски клубови приметили док је играо за Либерти Професионалс па се 2007. преселио у швајцарску Белинцону, но већ у јануару следеће године Асамоа одлази на позајмицу у Торино.

### Удинезе
На лето 2008. године Удинезе је довео Асамоу на једногодишњу позајмицу са правом откупа од 1.000.000 евра. Асамоа је у првој сезони, на позајмици у Удинама дебитовао на утакмици против Сампдорије, 11. јануара 2009. када је играо последњих 20 минута. Већ у следећем колу, на утакмици против Каљарија Асамоа је по први пут започео утакмицу од самог почетка.
Свој први погодак за Удинезе постигао је 19. априла 2009. против Фиорентине. Ту сезону завршио је Асамоа са два постигнута поготка, а други је постигао против Каљарија, 31. маја исте године.
Следеће сезоне Удинезе је одлучио да откупи Асамоин уговор, а он је у тој сезони постигао само један погодак, но више од тога значила је екипи његова борбеност у средини терена од постизања голова. Свој 4 погодак у Серији А дао је у поразу Удинезеа од Фиорентине 5-2, 1. маја 2011. То му је био први погодак те сезоне, а други у каријери против Виоле. Две недеље након гола против Фиорентине, Асамоа је дао гол и Кјеву у победи од 2-0.
У сезони 2011/12. коју је Удинезе завршио на одличном 3 месту и изборио квалификације за Лигу Шампиона, Асамоа је постигао три гола, Чезени (4-1) и Парми (два гола у 3-1 победи).

### Јувентус
15. јуна 2012. Асамоа је заједно са својим саиграчем Маурисиом Ислом прешао из Удинезеа у италијанског шампиона, Јувентус.  Бјанконери су платили 30.000.000 евра за оба играча.
У својој првој званичној утакмици за Јувентус у Суперкупу Италије против Наполија Асамоа је утакмицу играо од првог минута и у првом полувремену постигао погодак са 20-ак метара из волеја. Био је то изједначујући погодак за Јувентус који је после славио 4:2.
Прву лигашку утакмицу те сезоне је играо од почетка против Парме када је асистирао за водећи погодак Стефану Лихтштајнеру. После су га навијачи прогласили играчем утакмице.
Наступајући шест година за Јувентус освојио је шест пута "скудето", четири пута куп, три пута суперкуп Италије, а два пута је играо у финалу лиге шампиона али је оба пута доживио пораз.

### Интер
Као слободан играч након истека уговора са Јувентусом, Асамоа је 2. јула 2018. године потписао трогодишњи уговор са миланским Интером.

## Трофеји

### Јувентус
- Првенство Италије (6) : 2012/13, 2013/14, 2014/15, 2015/16, 2016/17, 2017/18.
- Куп Италије (4) : 2014/15, 2015/16, 2016/17, 2017/18.
- Суперкуп Италије (3) : 2012, 2013, 2015.
- Лига шампиона : финале 2014/15, 2016/17.